# 栄光あれ (グリンカ)
『栄光あれ』（えいこうあれ、ロシア語: Славься!）は、ミハイル・グリンカの最初のオペラである『皇帝に捧げた命』（1836年）のエピローグ最終曲の名であり、現在は19世紀ロシア最高の古典・愛国歌のひとつと考えられている。

## 概要
原曲の歌詞はヴァシーリー・ジュコーフスキーとエゴール・フョードロヴィチ・ローゼン男爵によって書かれ、ツァーリとロシア・ツァーリ国を讃えていたが、ロシア革命以後のセルゲイ・ゴロデツキーによる改訂版では愛国的な形となり、時には20世紀および現在におけるロシアの愛国歌と見なされることもある。
今日では改訂版の歌詞が用いられる方が普通だが、帝国時代の原歌詞で歌った演奏も存在する。
『皇帝に捧げた命』の中でも人気の高い曲のひとつであり、管弦楽や伝統的なロシアおよびソビエトの器楽アンサンブルによる愛国的コンサートにおいて演奏される。
第二次世界大戦後の1945年の戦勝記念パレードのために軍楽隊の作曲家エヴゲニー・マカロフが編曲した版を用いて軍楽隊やコンサート・バンドによって演奏されることもある。2004年のバチカンでのコンサートでの演奏ではアレクサンドロフ・アンサンブルのために編曲された。

## 他の楽曲での使用
ピョートル・チャイコフスキーの序曲『1812年』には当時のロシア帝国国歌『神よツァーリを護り給え』が引用されているが、ソビエト連邦時代にはこの部分が『栄光あれ』に置き換えられていた。ソビエト連邦の崩壊後は『神よツァーリを護り給え』に戻された。
2015年、オレグ・ガズマノフはシングル『進めロシア』(Вперёд – Россия!)において『栄光あれ』の冒頭の行を引用している。